# Villadia cucullata
Villadia cucullata är en fetbladsväxtart. Villadia cucullata ingår i släktet Villadia och familjen fetbladsväxter.

## Underarter
Arten delas in i följande underarter:
- V. c. apiculata
- V. c. cucullata